# Heroi d'Artsakh
Heroi d'Artsakh (en armeni: Արցախի հերոս) és el màxim títol honorífic que atorga l'autoproclamada República d'Artsakh. Segons es diu a la pàgina web de la República asiàtica, aquest títol s'entrega "per exclusius serveis en defensa de l'estat, enfortiment del seu poder econòmic, i per crear valor nacional significant."

## Receptors
- Samvel Babayan
- Vazguèn Sargsian
- Bekor Ashot
- Monte Melkonian
- Seyran Ohanyan
- Kristapor Ivanyan
- Movses Hakobyan
- Vitaly Balasanyan
- Zori Balayan
- Arkadi Ghukasyan
- Arkady Ter-Tadevosyan
- Pargev Martirosyan
- Shahen Meghrian
- Robert Abadjian